# Freie-Partie-Europameisterschaft der Junioren 1981/82

Logo CEB (ausrichtender Verband)

Die Freie-Partie-Europameisterschaft der Junioren 1982 war das 6. Turnier in dieser Disziplin des Karambolagebillards und fand vom 7. bis zum 10. Januar 1982 in Thionville statt. Die Meisterschaft zählte zur Saison 1981/82.

## Geschichte
Nach Platz zwei im Vorjahr gewann Raimond Burgman erstmals die Junioren-EM in der Freien Partie. Die weiteren Podiumsplätze gingen an den Niederländer Jan Kesselaar und den Velberter Volker Simanowski.

## Modus
Gespielt wurde in einer Finalrunde „Jeder gegen Jeden“ bis 300 Punkte. Es wurden prolongierte Serien gewertet.
1. MP = Matchpunkte
2. GD = Generaldurchschnitt
3. HS = Höchstserie

## Finalrunde
| MP    | Match Points (Sieger = 2; Unentschieden = 1; Verlierer = 0) |
| Pkte. | Erzielte Karambolagen                                       |
| Aufn. | Benötigte Versuche                                          |
| GD    | Generaldurchschnitt                                         |
| BED   | Bester Einzeldurchschnitt eines Spielers                    |
| HS    | Höchstserie                                                 |
|       | Bester GD des Turniers                                      |
|       | Bester ED des Turniers                                      |
|       | Beste HS des Turniers                                       |
|       | 1. Platz (Gold)                                             |
|       | 2. Platz (Silber)                                           |
|       | 3. Platz (Bronze)                                           |

| Platz                      | Name              | MP   | Pkte | Aufn. | GD    | BED    | HS  |
| -------------------------- | ----------------- | ---- | ---- | ----- | ----- | ------ | --- |
| 1                          | Raimond Burgman   | 14:0 | 2100 | 32    | 65,62 | 300,00 | 608 |
| 2                          | Jan Kesselaar     | 10:4 | 1769 | 68    | 26,01 | 150,00 | 280 |
| 3                          | Volker Simanowski | 10:4 | 1804 | 72    | 25,05 | 150,00 | 247 |
| 4                          | Uwe van den Berg  | 8:6  | 1533 | 69    | 22,21 | 60,00  | 160 |
| 5                          | Bart de Blauwe    | 7:7  | 1544 | 100   | 15,44 | 37,50  | 248 |
| 6                          | Thierry de Marchi | 5:9  | 1450 | 114   | 12,71 | 21,42  | 177 |
| 7                          | Pierre Schroer    | 2:12 | 935  | 104   | 8,99  | 8,33   | 122 |
| 8                          | Claus Bargisen    | 0:14 | 634  | 93    | 6,81  | -      | 75  |
| Turnierdurchschnitt: 18,05 |                   |      |      |       |       |        |     |